# Сифон (гідрографія)

Схеми сифонів

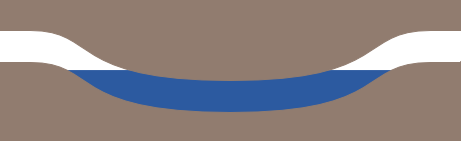
Сифон.

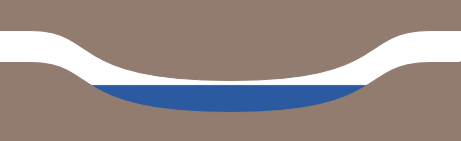
Напівсифон.

Сифо́н (через фр. siphon і лат. sipho від грец. σϊφων — «витяжна трубка») — в геоморфології, гідрографії — коліноподібний вигин у вертикальній площині каналу підземної карстової річки; трубоподібні канали між пустотами печер.
Сифонний ефект — коливання рівня карстових вод і витрат джерел, які пояснюються заповненням і спорожненням сифонних каналів, припливно-відпливною пульсацією.
Найдовший сифон у світі — підводна печера Окс-Бель-Ха довжиною 182 км.